# Slipher (cràter)

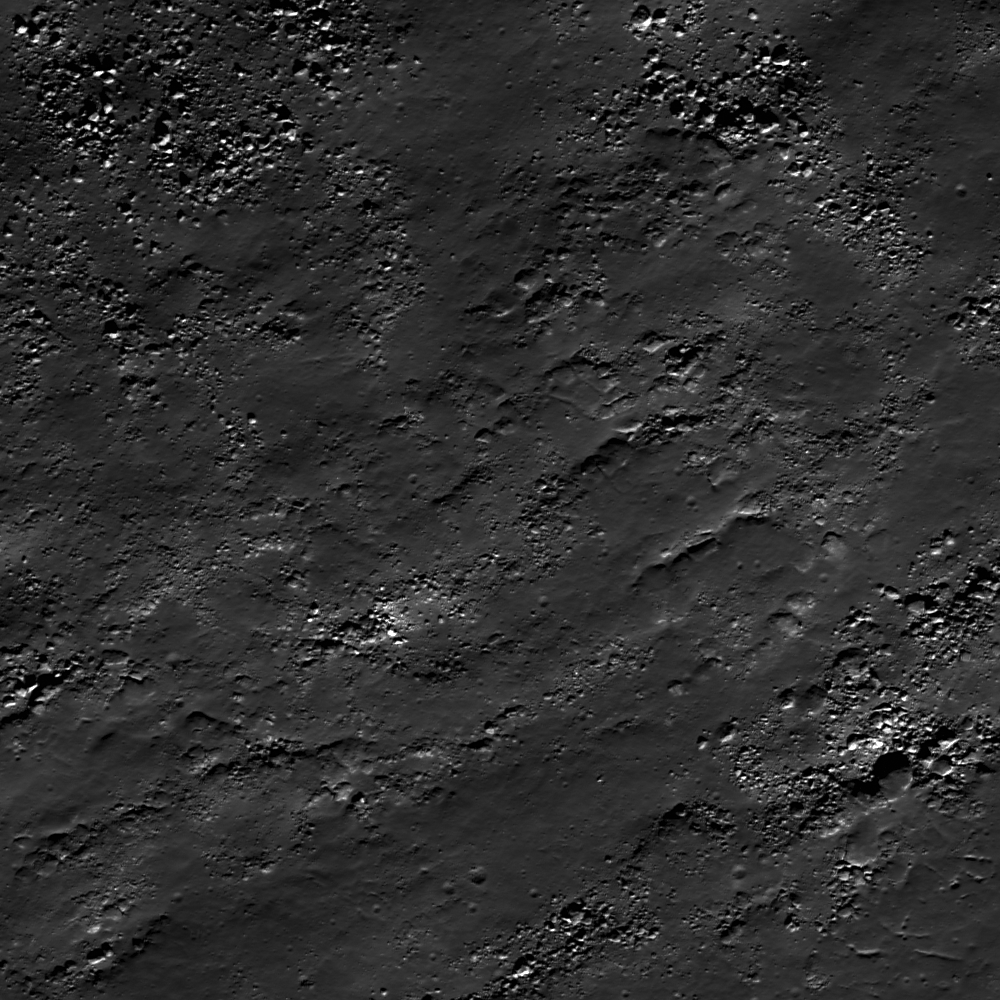
Slipher S Fotografia de la missió LRO

Slipher és un cràter d'impacte que es troba en latituds septentrionals de la cara oculta de la Lluna. El cràter jeu sobre la vora exterior sud-occidental de la plana emmurallada del molt més gran cràter D'Alembert, del que ocupa una part del sòl interior. Al sud-sud-est apareix el cràter Langevin.

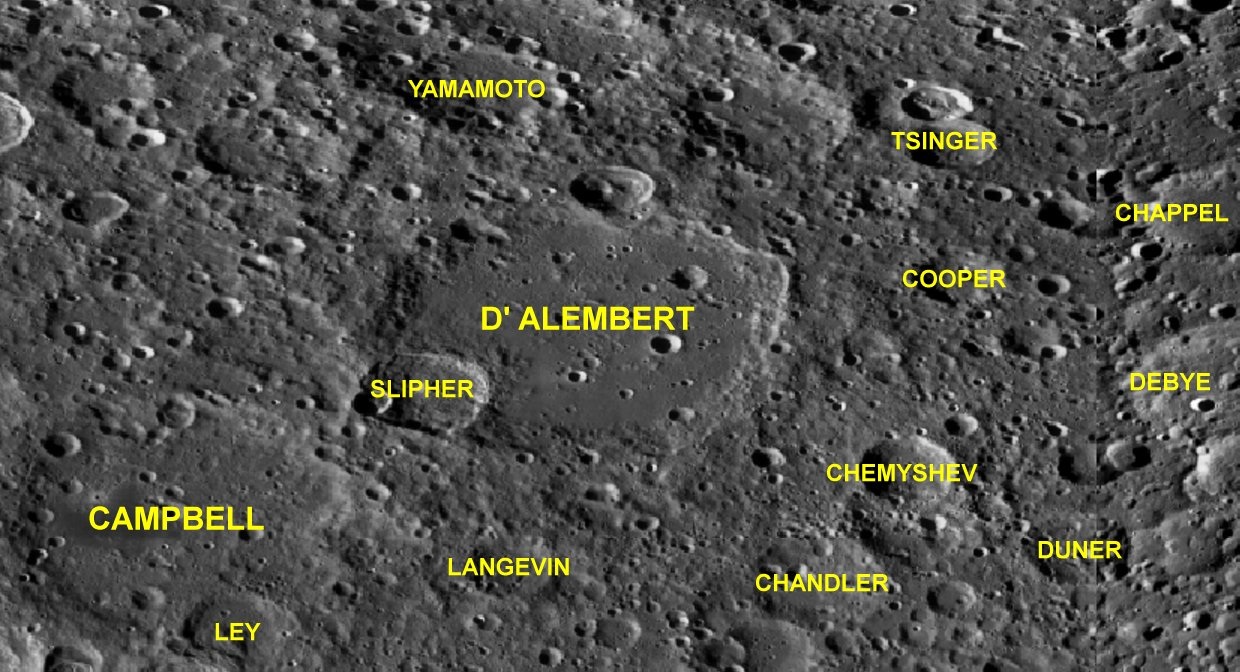
Entorn d'Slipher, localitzat entre Campbell i D'Alembert

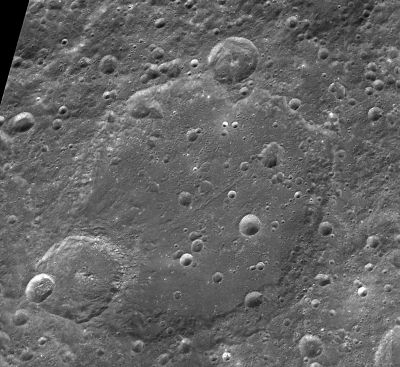
Fotografia de la missió Clementine (1994)

A causa que se superposa a D'Alembert, se sap que Slipher és una formació més recent i, per tant, ha soferta molta menys erosió. La vora és circular, però té un contorn una mica irregular, especialment on creua D'Alembert. El més petit Slipher S, un impacte encara més recent amb una vora afilada, envaeix la vora occidental i les parets interiors d'Slipher, el sòl interior de les quals és una mica desigual excepte en el nord-est. Presenta un grup de petites crestes centrals prop del punt central.

## Cràters satèl·lit
Per convenció aquests elements són identificats en els mapes lunars posant la lletra en el costat del punt central del cràter que està més proper a Slipher.
|         | \| Slipher \| Coordenades \| Diàmetre \| \| ------- \| -------------------------------------- \| -------- \| \| S \| 49° 12′ N, 158° 42′ E / 49.2°N,158.7°E \| 26 km \| |          |
| Slipher | Coordenades | Diàmetre |
| S       | 49° 12′ N, 158° 42′ E / 49.2°N,158.7°E | 26 km    |